# 1887 en Grèce
Chronologie de la Grèce
- 1883
- 1884
- 1885
- 1886
- 1887
- 1888
- 1889
- 1890
- 1891

Cette page concerne les évènements survenus en 1887 en Grèce  :

## Évènement
- Mission militaire française en Grèce (1884-1887)
- Mission navale française en Grèce (1884-1890)
- 4 janvier : Élections législatives

## Naissance
- Geórgios Dikónymos, combattant crètois de la lutte macédonienne.
- Fótos Giofýllis (el), écrivain, peintre et journaliste.
- Nicolas Kitsikis, personnalité politique.
- Maríka Kotopoúli, actrice.
- Andréas Kriezís (el), architecte.
- Miltiádis Maláinos (el), écrivain.
- Anastássios Orlándos, archéologue et historien de l'art.
- Lína Tsaldári, diplomate.

## Décès
- Joachim IV de Constantinople, patriarche de Constantinople.
- Andréas Miaoúlis (el), militaire.
- Elíza Soútsou (el), écrivaine.